# Булюк
Бьолюк, чи булюк(тур. bölük) — у Османській імперії — військова одиниця кавалерії османської армії, так званих сипахів. 
З кінця XIX століття булюком називали кавалерійський загін, еквівалентний ескадрону — близько 500 солдатів. 
Бьолюк очолював бьолюк-баші, який у мирний час виконував адміністративні функції на певній території.
У сучасній турецькій армії термін «bölük» означає роту.